# John Clapham

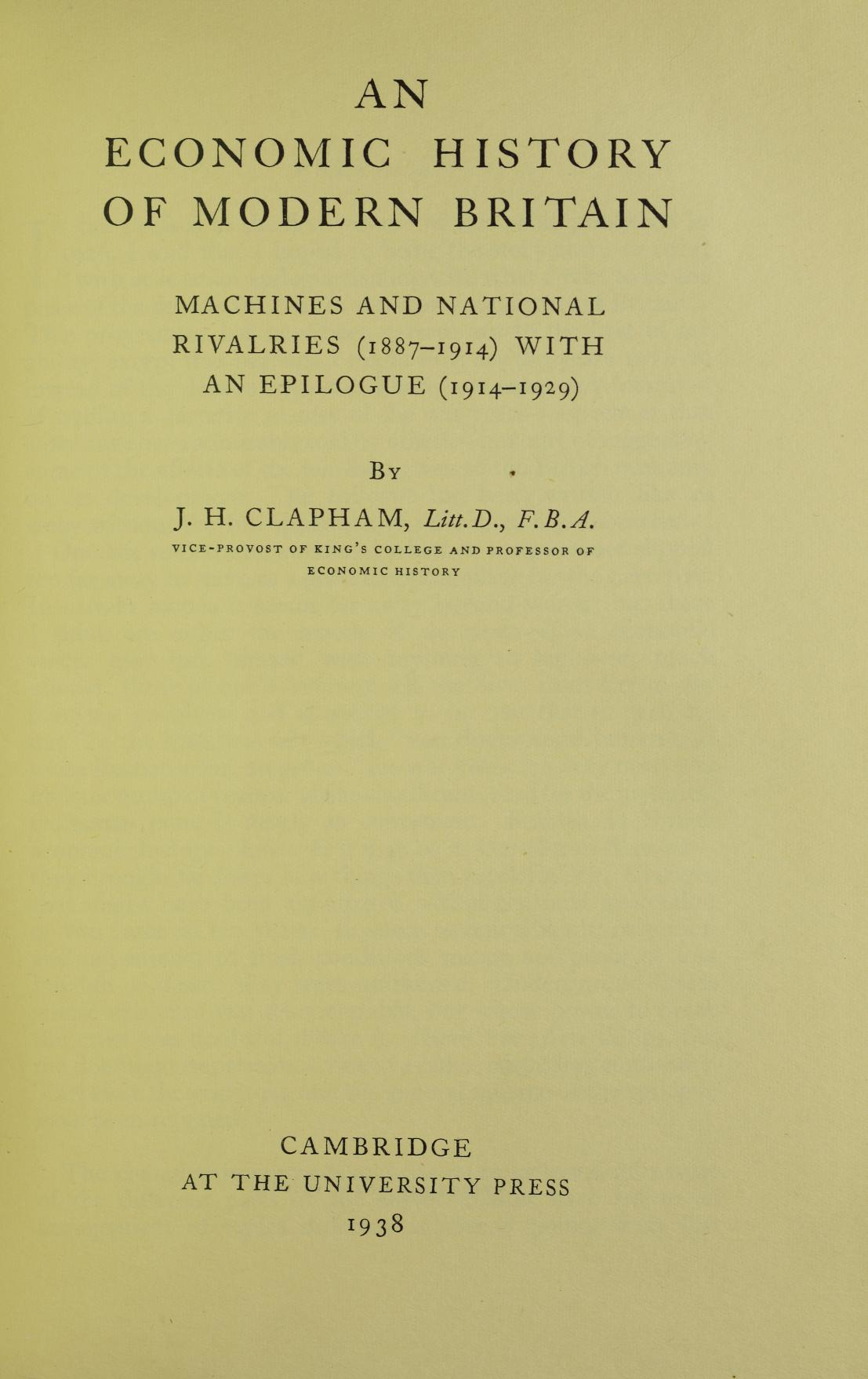
Machines and national rivalries, 1938

Sir John Harold Clapham, född 13 september 1873, död 29 mars 1946, var en brittisk ekonomisk historiker. Han var mellan 1928 och 1938 den förste professorn i ekonomisk historia vid Cambridgeuniversitetet. 1943 blev han adlad. Han är mest ihågkommen för sitt verk The Bank of England, A History (1944). Ett känt citat av Clapham lyder: "Economic advance is not the same thing as human progress" ("ekonomisk utveckling är inte detsamma som mänskliga framsteg").